# Platycercinae
Platycercinae este o subfamilie de păsări psittaciforme, una dintre cele cinci subfamilii care alcătuiesc familia Psittaculidae, care se găsesc în Oceania. Este formată din două triburi: papagalii de pământ și aliații lor (Pezoporini) și numeroasele specii de papagali cu coada lată (Platycercini).

## Genuri
Tribul Pezoporini:
- Genul Neophema
  - Neophema chrysostoma
  - Neophema elegans
  - Neophema petrophila
  - Neophema chrysogaster
  - Neophema pulchella
  - Neophema splendida
- Genul Neopsephotus
  - Neopsephotus bourkii
- Genul Pezoporus
  - Pezoporus wallicus
  - Pezoporus occidentalis

Tribul Platycercini:
- Genul Prosopeia
  - Prosopeia splendens
  - Prosopeia personata
  - Prosopeia tabuensis
- Genul Eunymphicus
  - Eunymphicus cornutus
  - Eunymphicus uvaeensis
- Genul Cyanoramphus
  - Cyanoramphus zealandicus†
  - Cyanoramphus ulietanus†
  - Cyanoramphus subflavescens†
  - Cyanoramphus unicolor
  - Cyanoramphus novaezelandiae
  - Cyanoramphus erythrotis†
  - Cyanoramphus hochstetteri
  - Cyanoramphus auriceps
  - Cyanoramphus forbesi
  - Cyanoramphus malherbi
  - Cyanoramphus saisseti
  - Cyanoramphus cookii
- Genul Platycercus
  - Platycercus icterotis
  - Platycercus elegans
    - Platycercus (elegans) adelaidae
    - Platycercus (elegans) flaveolus

  - Platycercus caledonicus
  - Platycercus adscitus
  - Platycercus eximius
  - Platycercus venustus
- Genul Barnardius
  - Barnardius zonarius
- Genul Purpureicephalus
  - Purpureicephalus spurius
- Genul Lathamus
  - Lathamus discolor
- Genul Northiella
  - Northiella haematogaster
  - Northiella narethae
- Genul Psephotus
  - Psephotus haematonotus
- Genul Psephotellus
  - Psephotellus varius
  - Psephotellus chrysopterygius
  - Psephotellus dissimilis
  - Psephotellus pulcherrimus†

## Galerie

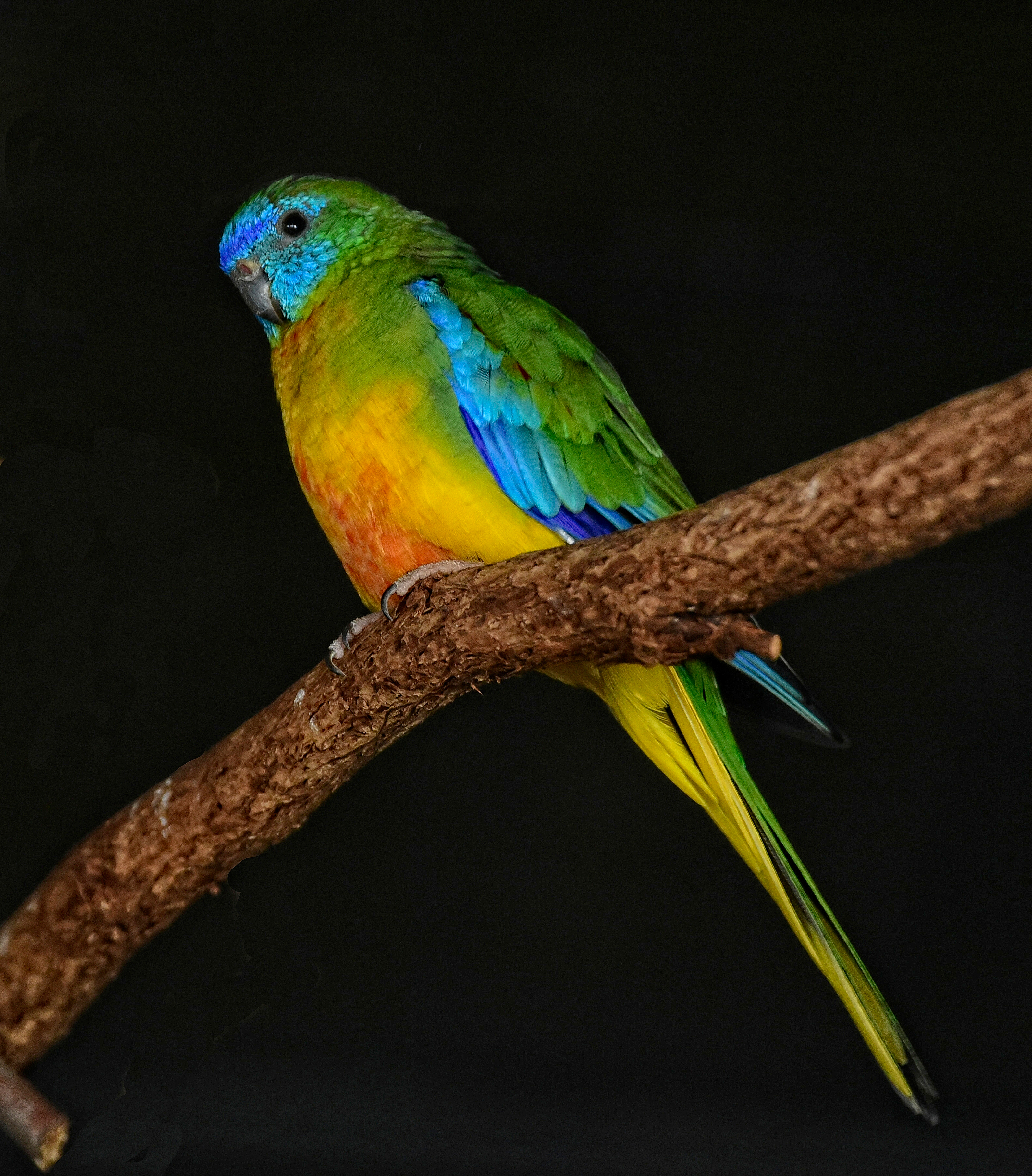
Neophema pulchella
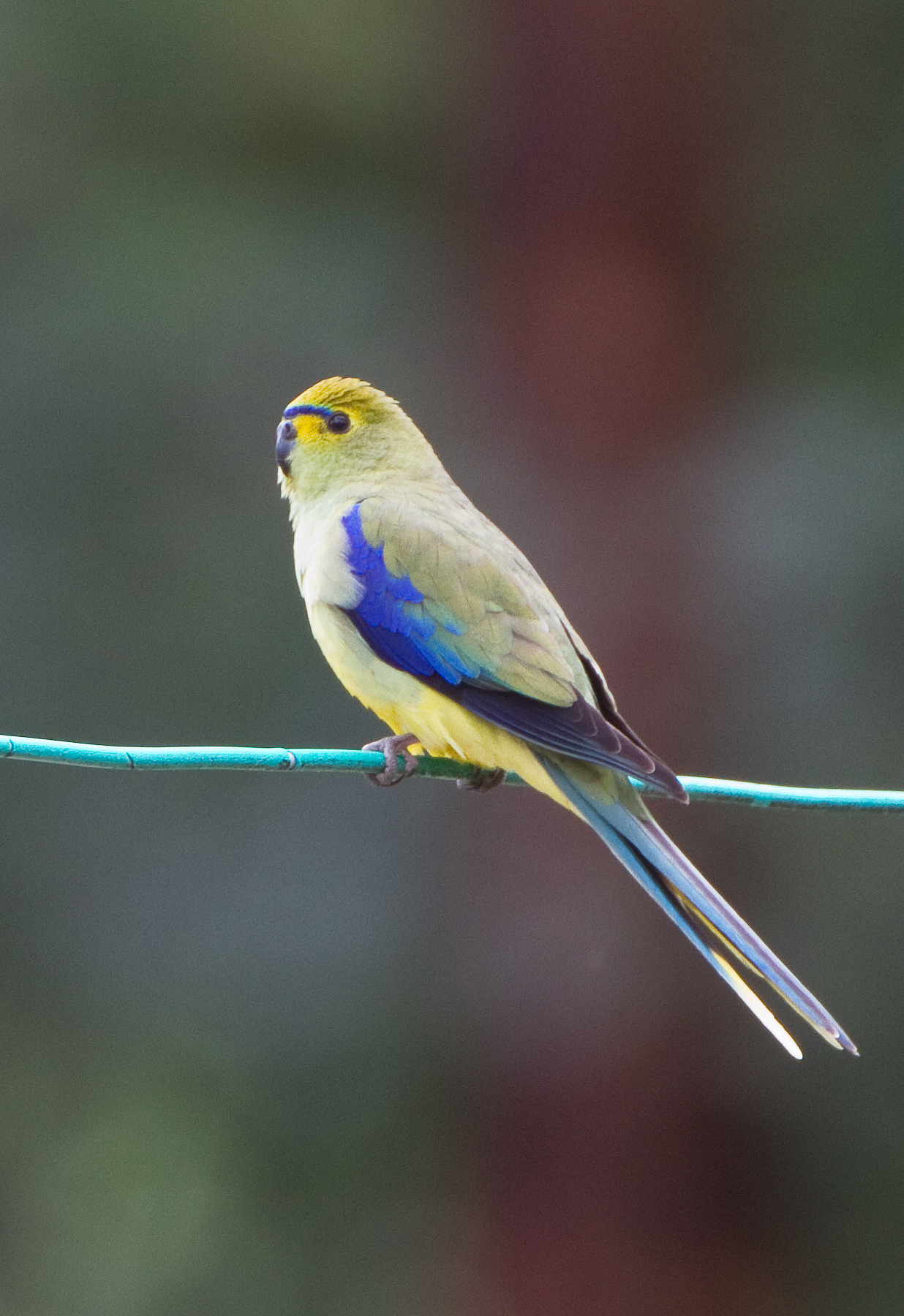
Neophema chrysostoma
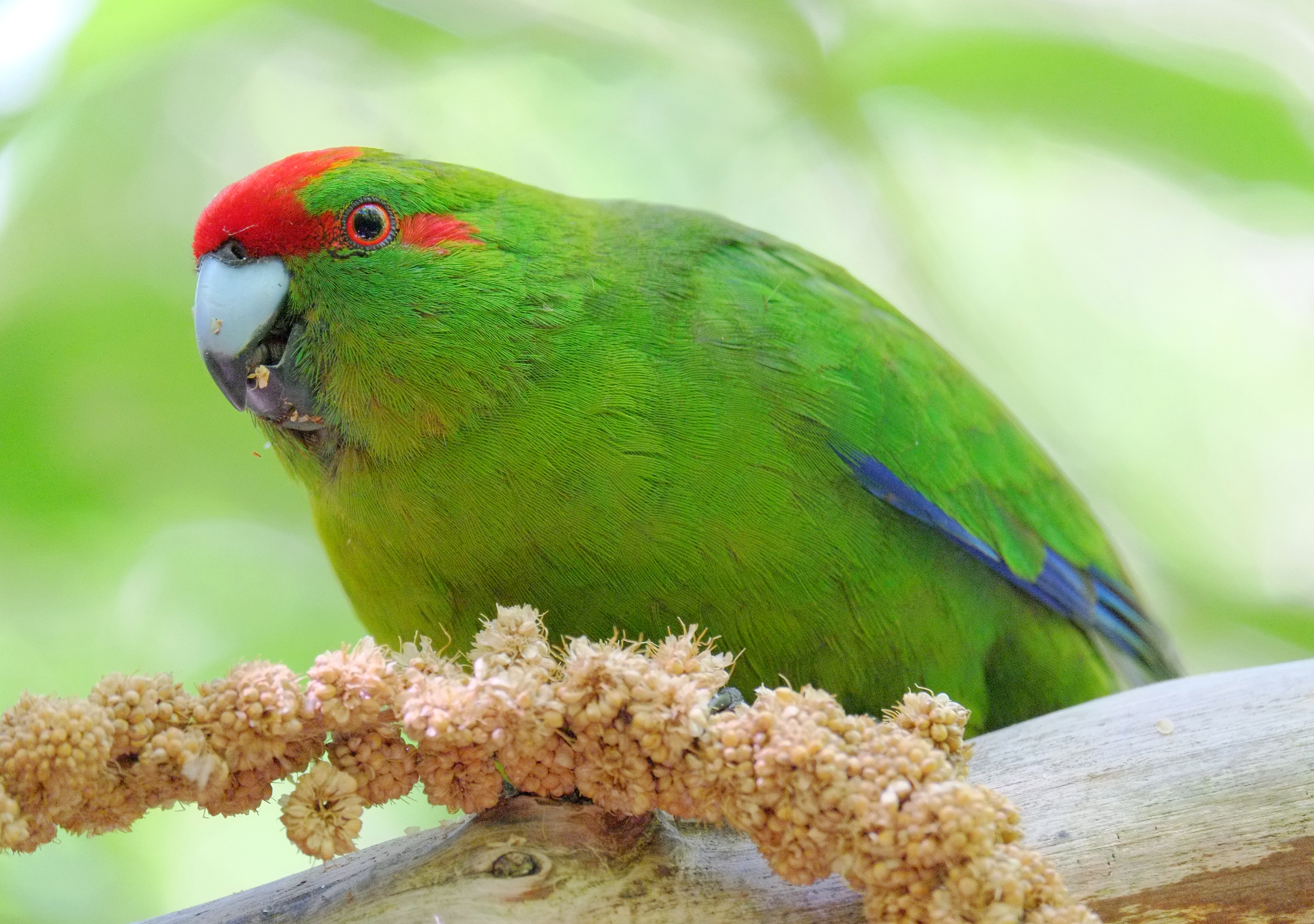
Cyanoramphus novaezelandiae
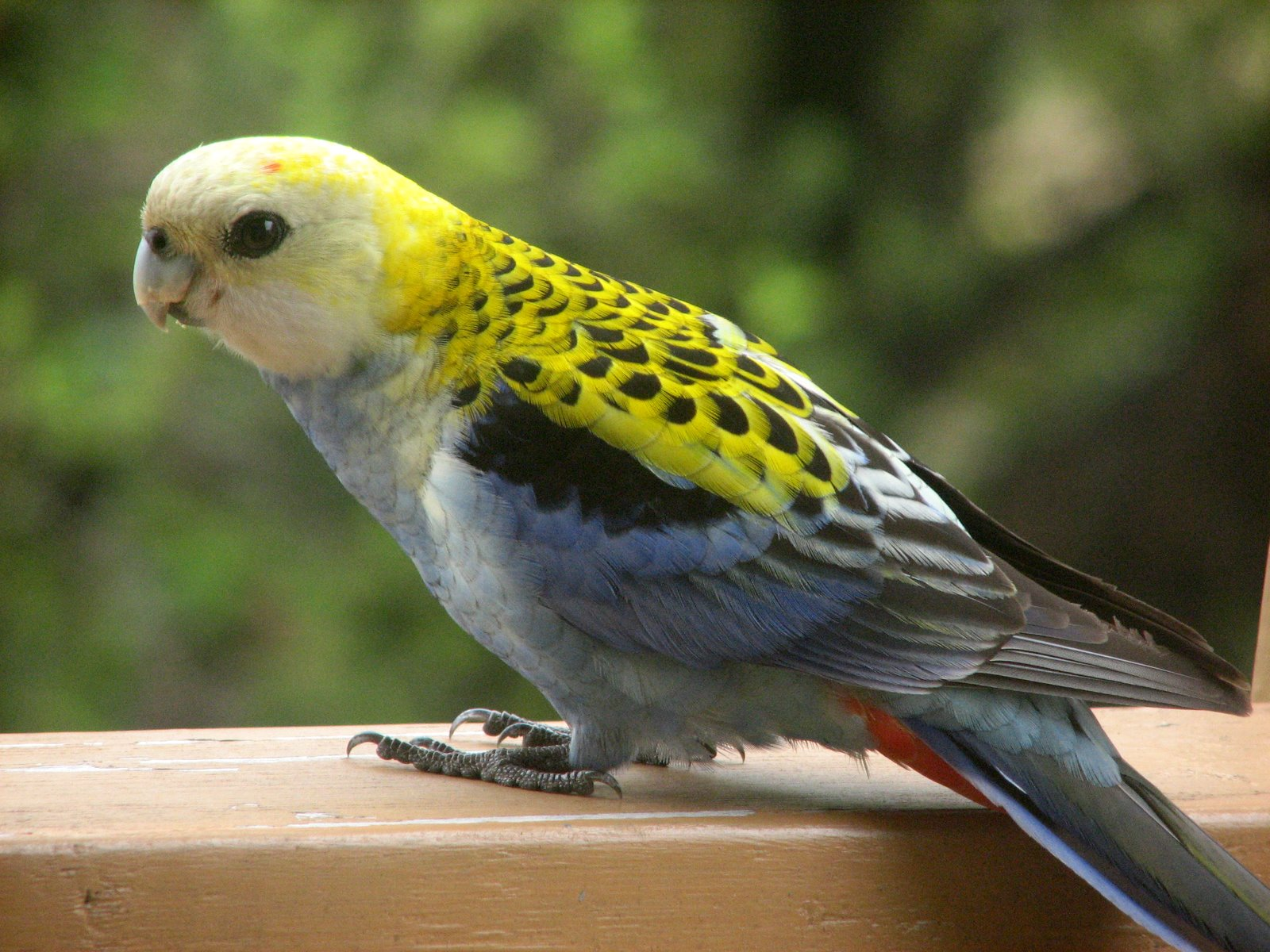
Platycercus adscitus
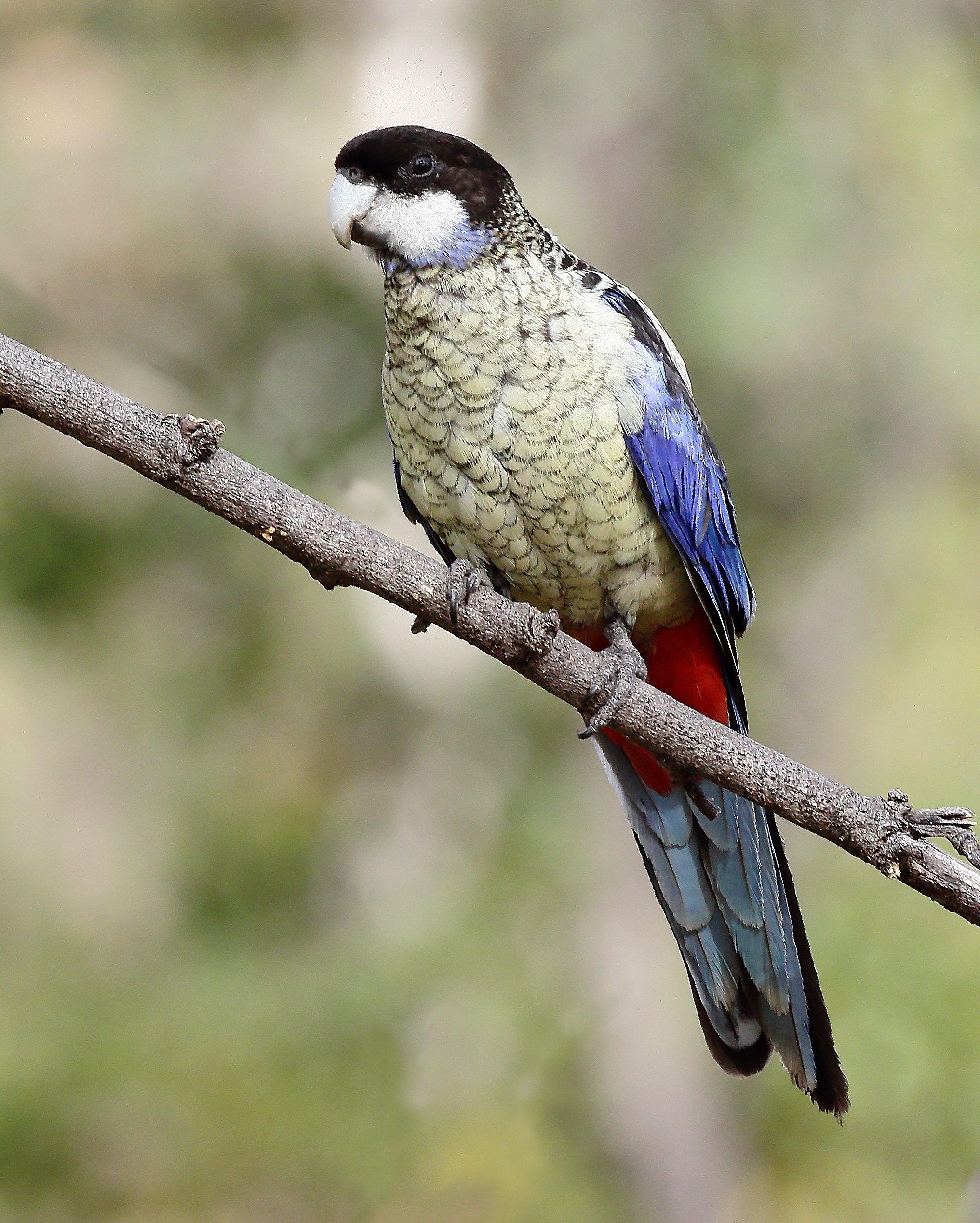
Platycercus venustus